# Creu de terme de Santa Fe del Penedès
La creu de terme de Santa Fe del Penedès és una creu de terme situada a la plaça de l'Església de Santa Fe del Penedès (Alt Penedès). Està inclosa a l'Inventari del Patrimoni Arquitectònic de Catalunya.

## Descripció
Creu amb sòcol octogonal amb dos graons, l'inferior més alt que el superior, sobre els quals s'alça una columna també octogonal amb basament, d'uns 2,5 metres d'alçada. Està coronada per una cornisa quadrangular, que serveix de base a la creu pròpiament dita, de tipus grec o bizantí (amb els braços iguals). A la intersecció dels dos braços hi ha, a cada banda de la creu, una altra creu grega esculpida en baix relleu dins d'una rodella. Al graó superior del sòcol es llegeix la següent inscripció: "CREU DE TERME INAUGURADA L'ANY 1997. 25-5-1997. M. I. AJUNTAMENT SANTA FE DEL PENEDÈS".

## Història
Va ser inaugurada el dia 25 de maig de l'any 1997. Anteriorment hi havia una altra creu de terme en el mateix indret.